# Saarijärvi kyrka
Saarijärvi kyrka (finska: Saarijärven kirkko) är en kyrkobyggnad i finländska Saarijärvi, tillhörande Saarijärvi församling inom Evangelisk-lutherska kyrkan i Finland.
Saarijärvi kyrka byggdes åren 1846–1849 efter ritningar av Anders Fredrik Granstedt vid Carl Ludvig Engels arkitektkontor och under ledning av byggmästare Jaakko Kuorikoski. Stilmässigt är den en typisk representant för Engels kyrkoarkitektur. Den av trä uppförda byggnaden domineras av en kupol som är 18 meter i diameter. Bredvid kyrkan finns en klockstapel byggd 1865. Kyrkan har genomgått flera renoveringar, bland annat 1930 under ledning av arkitekten Kauno Kallio då den målades både ut- och invändigt samt fick elektrisk belysning.
Kyrkan fick sin första orgel, med 27 stämmor, 1901. År 1961 ersattes den med en ny, med 40 stämmor och elektropneumatisk traktur. Båda byggdes av Kangasala orgelbyggeri.
Bland inventarierna märks altartavlan målad 1911 av Alexandra Frosterus-Såltin.
Om somrarna tjänar Saarijärvi kyrka som vägkyrka..